# 渭丰乡
渭丰乡是中国陕西省西安市户县下辖的一个乡。

## 行政区划
渭丰乡下辖以下行政区：
留西村、留东村、渭南村、渭北村、祈南村、祈北村、保兴村、新安村、元一村、元二村、元三村、元西村、元北村、元南村、坳一村、坳二村、坳三村、真西村、真东村、真南村、冯村、双槐村、定一村、定二村、定三村、定四村、定五村、定六村、保东村、保西村